# Strada statale 46 (Polonia)

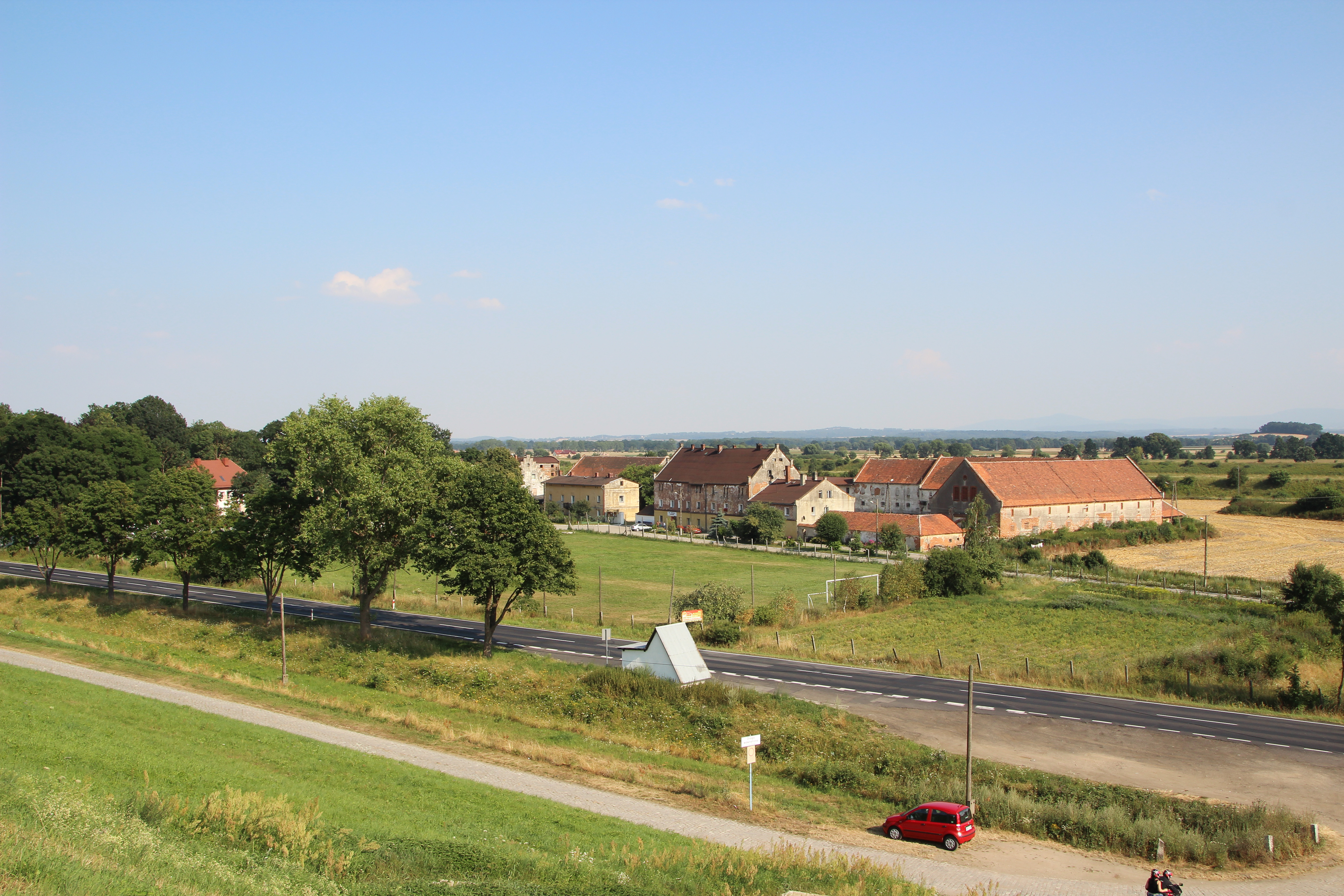
Strada statale 46

La strada statale 46 (sigla DK 46, in polacco droga krajowa 46) è una strada statale polacca che attraversa il Paese da Kłodzko a Szczekociny.